# Bouvard és Pécuchet
A Bouvard és Pécuchet (eredeti címén Bouvard et Pécuchet) Gustave Flaubert utolsó, befejezetlen regénye. A kritikusok kezdetben tanácstalanok voltak a könyv jelentőségével kapcsolatban, és a korabeli közönség sem volt elragadtatva tőle, de később Rémy de Gorumont hatására ezt a regényt tekintették az író valódi remekművének.
Flaubert 18 éven keresztül dolgozott rajta, és csak a halála után, 1881-ben adták ki könyv alakban. A történet két párizsi írnokról szól, akik vidékre költözve különböző tudományokkal kezdenek el foglalkozni: fejezetről fejezetre belevágnak valamilyen szakterület tanulmányozásába, majd elbuknak. A könyv egyszerre enciklopédia, illetve a 19. század végére ismertté vált tudományos eredményeket felvonultató, és az emberi butaságot kigúnyoló regény. Vannak, akik egyenesen a 20. századi nouveau roman, a francia új regény előfutárának tartják.
A kortárs Guy de Maupassant szerint amit Flaubert a Szent Antal megkísértésében valósított meg a vallásokkal és a filozófiával kapcsolatban, azt teszi a Bouvard és Pécuchet-ben a modern tudással. A könyv a szellem története, igazi szereplői a különféle rendszerek; az emberek csak eszmék szócsövei.

## Keletkezése és megjelenése
A regény alapötlete Barthélémy Maurice-től származik, akinek Les deux greffiers (A két írnok) című regénye 1841-ben jelent meg először, és két párizsi kispolgárról szól. Flaubert egy fiatalkori cikkében már írt az írnokok természettörténetéről, tehát korán foglalkoztatni kezdte a téma; ahogy nemsokára a butaság megfigyelése és kigúnyolása is. Gyűjtötte a közhelyeket, élete végégig dolgozott a Közhelyszótáron (Dictionnaire des idées reçues), amit a Bouvard és Pécuchet második részének szánt.
Flaubert 1862-ben kezdte el írni a könyvet, és 1874-től kizárólag ezzel a művével foglalkozott. Munkájának az 1880-ban bekövetkezett halála vetett véget. Nagyon alaposan dolgozott a szövegen: egy-egy mondatot akár napokig is csiszolt. 1500 kötetet olvasott el, használt fel a könyv megírásához, emellett harminc különböző szaklapra is előfizetett.
Az író ezt írja saját alkotói munkájáról Madame Roger des Genettes-nek: „Átoknak kell lennie azon, akinek ilyen könyv jut az eszébe! Végre készen vagyok az első fejezettel, és fölvázoltam a másodikat; ez a Kémiát, Orvostudományt és Geológiát öleli föl, és harminc lapra rúg! Ráadásul másodlagos alakokkal is, mert mégiscsak kell valami cselekményféle, valami folyamatos történetféleség, nehogy bölcseleti értekezésnek lássék a dolog. Csak az keserít el, hogy már nem hiszek a könyvemben. Olyan nehézségeket ígér, hogy eleve összeroppant. Penzummá vált számomra.”
A regény posztumusz kiadásban jelent meg néhány hónappal Flaubert halála után, 1880-ban a Nouvelle Revue című folyóiratban folytatásokban, majd 1881-ben könyv alakban.

## Magyar fordítás és fogadtatás
A Bouvard és Pécuchet volt Gustave Flaubert első magyarra fordított regénye. Magyarországon először 1882-ben jelent meg, Két újkori Don Quixote, Bouvard és Pécuchet címmel, Nyári László fordításában. 1921-ben Tóth Árpád és Benedek Marcell is lefordította; a könyvet ma elsősorban Tóth Árpád fordításában olvashatjuk.
A fordítást gyorsan követték a művet méltató, elemző kritikai művek: először Horváth János írt róla 1905-ben a Budapesti Szemlében. Igazi elismerése később a Nyugat című folyóirat körül alakult ki. Hatvany Lajos is megemlíti egy cikkében, Király György 1921-ben írt ismertetőjében pedig a „vigasztalanság himnuszának" nevezi a regényt; Kárpáti Aurél pedig „álló és nem járó regényhősöknek" titulálja a két főszereplőt.
Babits Mihály ugyan csak egy rövid bekezdésben, de foglalkozik a regénnyel Az európai irodalom története című könyvében. Fárasztó és sivár könyvnek nevezi, ennek ellenére remekműnek tartja. Szerb Antal A világirodalom története című munkájában úgy véli, hogy a szerző "a butaság nagy hőskölteményét akarta megírni: két ostoba nyárspolgár kalandjait az érzelmek és főképp a gondolatok világában". A könyvet később többek között Balassa Péter is méltatta, aki elsősorban arra hívta fel a figyelmet, hogyan vonul ki Flaubert, az elbeszélő a történetből. Poszler György a fejlődésregény karikatúrájának látja a művet, és úgy gondolja, hogy az ezt követő regény már csak „Flaubert utáni" lehet.

## Szerkezete

### A szereplők és jellemzőik
A regény főszereplője Bouvard és Pécuchet, akik megismerkedésükkor 47 évesek. Bouvard magas, Pécuchet alacsony; mindketten írnokként dolgoznak Párizsban, Bouvard egy üzletben, Pécuchet pedig a tengerészeti minisztériumban. Egyiküknek sincs felesége: Bouvard özvegy, Pécuchet pedig agglegény. Mindketten a kalapjukba írják a nevüket, amire megismerkedésükkor rá is csodálkoznak. „Egymásratalálásuk ilyenformán valóságos sorsfordulatot jelentett számukra. Első pillanattól kezdve titkos szálak fűzték össze őket.”
Átlagos francia kispolgárok a 19. század közepéből. Barátkozóak, tudálékosak, józanok és naivak, de fejlődésre képesek. Állandóan feladják, de mindig van energiájuk újrakezdeni. Flaubert olyan embereknek képzelte őket, akik „teljesen naivul és hősiesen hajtják végre az enciklopédikus egyetemesség nullára redukálását.” A kutatás hősei, mindent ízekre szednek, majd félredobnak. 30 évig dolgoznak ezen, „kövenkét hordják szét Salamon házát, földdel teszik egyenlővé az Új Atlantiszt”, hogy végül mindent elvessenek. (Kenner)
A könyvben többek között még a következő szereplők bukkannak fel: 
- Vaucorbeil, az orvos
- Faverges, a gróf és képviselő, akinek mintagazdasága van
- Fourreau, a polgármester
- Jeufroy, a tisztelendő
- özvegy Bordinné, Bouvard szeretője
- Mélie, Pécuchet szeretője
- Germaine, szolgáló
- Gouy, gazda
- Gorju, asztalos
- Marcel, szolgáló
- Victor és Victorine, akiket a főhősök örökbe fogadtak

### Műfaja, narrációja, cselekménye
A könyvet nehéz kategóriába sorolni, valójában egy tényekből összerakott mű: enciklopédia, illetve ironikus, szatirikus, az emberi butaságot kigúnyoló regény. Tudománytörténeti áttekintés regényi keretbe foglalva. Az újabb értelmezések a regényt az eposzokkal is párhuzamba állították. A könyv szerkezetére jellemző a finomság, a műgond, az egyensúly; a gépies egymásmellettiség helyett a logikus felépítés.
|  | Alább a cselekmény részletei következnek! |

A narrációs vezérfonal egyre vékonyodik, a cselekedetek sűrített formában vannak jelen, elsősorban Bouvard és Pécuchet más szereplőkkel való megismerkedését jelentik. A történetet a két főszereplő sorozatos próbálkozása, majd törvényszerű kudarcot vallása tagolja. Néhány elem töri csak meg ezt a folyamatot, amelyek inkább egy szentimentális regénybe illenének: ilyen Bouvard kapcsolata és kudarca fulladt házassági terve Bordinnével, illetve Pécuchet rövid románca Mélie-vel, akitől szifiliszt kap. A szereplők egyre inkább elfordulnak a külvilágról, végül a bíróságon ítélik el őket, mert egy vadorzónak segítettek.
A cselekmény 1839-ben kezdődik, és 30 évet ölel fel. Külső esemény az 1848-as francia forradalom, ami vidéken is érezteti hatását. Bouvard és Pécuchet részt vesznek politikai gyűléseken és képviselőnek akarják magukat jelöltetni.
1. fejezet: A két írnok, Bouvard és Pécuchet megismerkedik egymással Párizsban, és miután felfedezik, hogy sok közös vonásuk van, összebarátkoznak. Bouvard-nak nemsokára meghal a nagybátyja, akitől 15.000 livre éves jövedelmet örököl. A pénzből Chavignolles-ban vesznek egy birtokot.
2. fejezet: Bouvard és Pécuchet a birtokra költöznek, és mezőgazdasági munkálatokat folytatnak: kertészkednek, gazdálkodnak, a termesztett élelmiszert pedig feldolgozzák. Könyvek és népi megfigyelések alapján művelik a földjüket, nem sok sikerrel.
3. fejezet: Vegytant, anatómiát, élettant, orvostudományt tanulnak, majd ezen felbátorodva gyógyítani kezdenek. „A sok összevisszaolvasás azonban végképp megzavarta agyvelejüket.”
4. fejezet: Bouvard és Pécuchet most a csillagászatban, a természettudományokban és a geológiában mélyül el. Ezután régészettel kezdenek el foglalkozni, régiségeket vásárolnak, majd az építészet és a történelem tanulmányozása következik.
5. fejezet: George Sand, Balzac, Racine, Walter Scott, Voltaire, Diderot, Victor Hugo és Dumas regényeinek olvasása után színjátszásba kezdenek. Ismerkednek a nyelvtannal és az esztétikával.
6. fejezet: A forradalom híre hozzájuk is elér, politizálni kezdenek, de gyorsan csalódnak a népben és az általános választójogban. Különböző demokráciaelméletekkel, majd az utópista szocialisták (Saint-Simon, Charles Fourier, Proudhon) műveivel foglalkoznak.
7. fejezet: Bouvard Bordinnével, Pécuchet Mélie-vel folytat románcot. Bordinnéről kiderül, hogy csak az írnok pénze kellene neki; Pécuchet pedig vérbajt kap Mélie-től. Gyorsan kiábrándulnak a nőkből.
8. fejezet: Sportolni kezdenek. Ezután spiritizmussal, majd filozófiával foglalkoznak.
9. fejezet: A vallás tanaiban mélyednek el, és nagy vitákat folytatnak a falu papjával.
10. fejezet: Örökbe fogadnak kér gyereket, Victor-t és Victorine-t, akiket tudományos alapon próbálnak nevelni. Ezen felbuzdulva többek között frenológiai tanulmányokat is folytatnak. 
|  | Itt a vége a cselekmény részletezésének! |

Flaubert jegyzeteiből lehet elképzelésünk arról, hogyan folytatta volna a könyvet. Többek között olyan témákat járt volna még körül, mint az erkölcs, szerelem, miszticizmus vagy esztétika. Emellett különböző stílusokat – a rokokót, ismert írók stílusát, a forradalmi vagy a romantikus stílust – szeretett volna pellengérre állítani.

## Filozófiája, értelmezése
A könyv az összes tudományág áttekintése, az egymással szembeállított tudományos rendszerek kritikája, „az emberi értelem gyöngeségének történelme, séta a tudós mezsgyék végtelen labirintusában, ahol egyetlen fonál van a vezető kezében és ez a fonál egy gondolkodó agy roppant iróniája, mely szünet nélkül és mindenben az örök és általános ostobaságot állapítja meg.” Az író célja valószínűleg nemcsak a korabeli filozófia, tudomány kifigurázása volt, hanem a világ megértésének elősegítése is; ugyanis a regény szövegének nagy részét a tudás felhalmozása teszi ki.
Bouvard és Pécuchet Franciaország szellemének, a közhelyeknek megszemélyesítői. Találkozásuk annyira bizarr, hogy nem tudni, paródiáról van-e szó. „Úgy kezdték, mint az első emberek, a szántóvetők, és úgy végezték, mint az utolsó emberek: enciklopédiák szerkesztésével” 1790 körül születtek, amikor az 1789-es francia forradalom hatására elavulttá váltak a babonák, a tudáshoz pedig már a nép is hozzáférést kapott.
Flaubert enciklopédikusan le akart számolni a burzsoáziával, amit ő az emberiséggel azonosított. Objektíven szerette volna ábrázolni, hogy az emberi kultúra minden útja zsákutcába vezet. Művében elsősorban azt a korabeli felfogást kritizálja , amely szerint csak néhány könyvet kell elolvasni, és megismerjük a világ titkait. Flaubert a burzsoá szót az ostobaság szinonimájaként használta: nem a polgárságot gyűlölte, hanem a butaságnak azt a formáját- a tudatlanságot, a konvenciókat, az előítéleteket vagy a divatos vélekedéseket- ami szerinte erre az osztályra jellemző.

## Feldolgozása
A Bouvard és Pécuchet-ből 1989-ben Franciaországban készült tévéfilm, Bouvard et Pecuchet címmel, Jean-Daniel Verhaeghe rendezésében. A film 2006-ban DVD-n is megjelent.
Magyarországon 2011-ben a budapesti Katona József 
Színházban mutatták be a Dilettánsok című, 105 perces darabot, amit Ascher Tamás rendezett és a regény alapján készült, Forgách András átdolgozásában. Magyar nyelvű hangoskönyv is született a műből, amiben Bouvard Garas Dezső, Pécuchet pedig Szilágyi Tibor hangján szólal meg.

## Párhuzamok, hatása
A regény sok vonásában emlékeztet a Don Quijotére, mindkettőben rengeteg a komikus és groteszk elem. Flaubert lelevezéséből kiderül, hogy a könyv az első olvasmányélményei között volt, így a párhuzam nem véletlen. A Bouvard és Pécuchet egyik fontos eleme a színház, ami egyben a látszat és valóság témájának egy új variációja is. A két főhős az ötödik fejezetben színjátszásba kezd, illetve bármibe fognak, első lépésként új tevékenységük díszleteit alakítják ki. Míg Don Quijote lovagnak öltözik, ők többek között régésznek, spiritisztának vagy orvosnak. Flaubert minden írását behálózza a könyv és a könyvtár motívuma, a Bouvard és Pécuchet ebből a szempontból egy összegzés. A La Manche-i könyvégetés ellenpontja, amikor a két írnok – a csak jegyzetekben létező befejezésben- visszatér eredeti munkájához, a másoláshoz.
Sok irodalmi mű és forgatókönyv alapja a férfi szereplő ’megkettőzése’ (például Sherlock Holmes és John H. Watson), amikor is egyik fél gyakran ügyetlen, nevetséges figura. Flaubert alakjai még Dumb és Dumbert is előrevetítik. A két ’tulajdonságok nélküli’ férfi James Joyce, Robert Musil és Samuel Beckett írásaira, illetve az ’antihős’ 20. századi fejlődésére is hatott.
A Bouvard és Pécuchet és James Joyce Ulyssese sok hasonlóságot mutat. Mindkét könyv zárt rendszer, amelyet a szerzők óriási gyűjtőmunkával állítottak össze. Flaubert rengeteg jegyzetből, közhelyből, tudományos adatból készítette rendszerét; míg Joyce elméletek, enciklopédia-szócikkek helyett listákkal dolgozott, leltározott, az eseményeket egyetlen napra korlátozva. Az Ulyssesnek is két főhőse van, de ők nem közeli barátok: csak aznap találkoztak. Joyce zárt rendszere állandóan visszatérő elemekkel dolgozik, melynek az emberi tudat a mozgatója, Flaubert könyvének szerkezete inkább ciklikus, és eszmék köré szerveződik. Joyce másik könyve, a Finnegan ébredése is párhuzamba állítható a Bouvard és Pécuchet-val: mindkettő a totalitásra törekszik (Joyce a világ történelmét, Flaubert az emberiség butaságának enciklopédiáját szeretné bemutatni), illetve mindkét művet az irónia és az ütköztetés strukturálja.
Bouvard és Pécuchet története Madách Imre: Az ember tragédiája című művére is emlékeztet, azzal a különbséggel, hogy „itt nem a vertikális időben, hanem az aktuális kultúra horizontálisában zajlik a csalódások sorozata.”

## Magyarul
- Flaubert Gusztáv: Két újkori Don Quixote. Bouvard és Pécuchet. Regény, 1-2. köt.; ford. Nyáry László; Révai, Bp., 1882
- Bouvard és Pécuchet; ford. Tóth Árpád; Genius, Bp., 1921 (Nagy írók – nagy írások)
- Bouvard és Pécuchet. Regény; ford. Benedek Marcell; Franklin, Bp., 1921 (Külföldi regényírók)
- Bouvard és Pécuchet; ford. Tóth Árpád, bev. Kardos László; Új Magyar Kiadó, Bp., 1955 (A világirodalom klasszikusai)